# Novozámecký ejálet

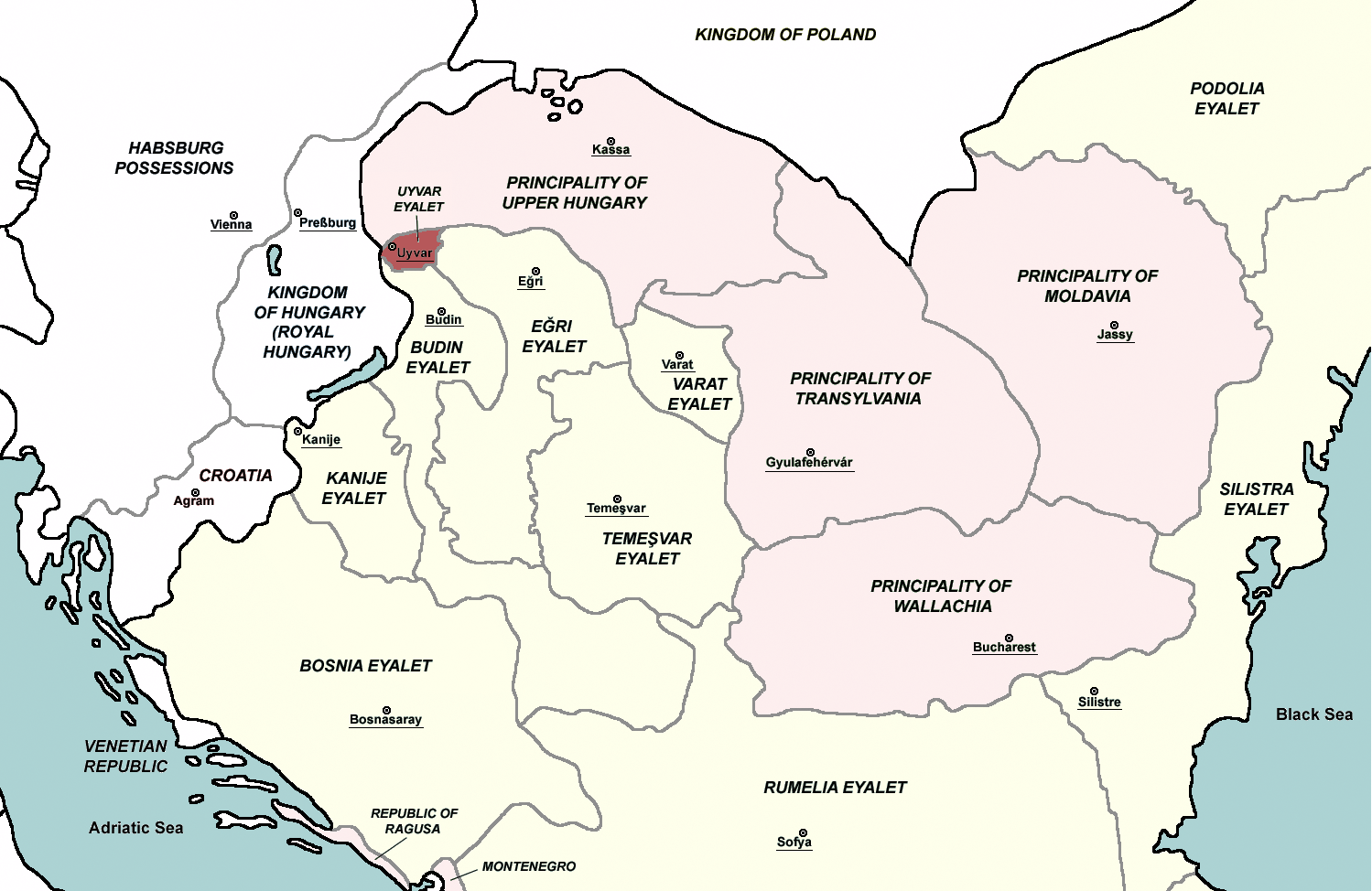
Novozámecký ejálet roku 1683

Novozámecký ejálet byl ejálet Osmanské říše, který se v letech 1663 až 1685 rozprostíral na území dnešního jihozápadního Slovenska a malé části severního Maďarska. Sídlem ejáletu bylo město Nové Zámky (v osmanské turečtině: Ujvar).
Ejálet vznikl v září 1663 po dobytí pevnosti Nové Zámky. Bylo do něj začleněno území Nových Zámků s okolím, jakož i území na jihovýchod od Nových Zámků v okolí dnešního Štúrova (Parkan), které Turci ovládali již od období patnáctileté války (1591/1593 - 1606). Během podzimu 1663 následně osmanská armáda dobyla také pevnosti Novohrad, Nitra, Levice a Hlohovec, které rovněž administrativně zařadila do nového ejáletu, ve formě sandžaků. Tento největší rozsah ejáletu však vytrval jen necelý rok, protože při habsburské protiofenzivě v létě roku 1664 byly opětovně dobyty Nitra i Levice (2. května, resp. 14. června 1664). Následně se územní rozsah ejáletu neměnil až do roku 1683, kdy v ofenzivě po bitvě u Vídně dobyla habsburská spojenecká vojska Ostřihom a odřízla Nové Zámky od zbytku osmanských ejáletů. Společně s Novohradem a Hlohovcem byly následně do roku 1685 Nové Zámky dobyty a ejálet tím zanikl.
Podrobná hranice mezi Osmanskou říší a habsburskou monarchií v oblasti horního Uherska nebyla, pokud je známo, nikdy specifikována. Ejálet fungoval primárně na osmanských posádkách dislokovaných v sídlech sandžaků. Evlija Čelebi jich označil šest, avšak sandžák Šašvar s velkou pravděpodobností nebyl skutečně tehdejší Šaštín (maďarsky Sasvár) na Záhoří. Přímou kontrolu tedy Osmani měli jen nad hlavními městy, pevnostmi a opěrnými body. Zbytek území, které je zaznačeno na mapě Jozefa Blaškoviče, je zařazen jako území ejáletu jen díky odvádění daní. Právě proto se na mapě nacházejí i enklávy v habsburském území u Trenčína či na Horní Nitře. V období rakousko-tureckých válek však několik obcí na pohraničí odvádělo daně oběma stranám, císaři i Osmanům, ze strachu z odvety nepřátelské strany.
Největší přibližný rozsah ejáletu v prvních letech jeho existence tedy představuje linii toku Dunaje od ústí Ipeľu po ústí Váhu, následně veškeré území na levém břehu Váhu až po Nové Mesto nad Váhom, část pohoří Považský Inovec, Ponitří až po Nováky, pohoří Tribeč, část pohoří Pohronský Inovec, Tekov až po Novou Baňu, Hont po Hontianske Tesáre a Novohradské vrchy.